# 1991 في مالي
فيما يلي قوائم الأحداث التي وقعت خلال عام 1991 في مالي.

## سياسة

### تعيين في المنصب
- 26 مارس – أمادو توماني توري رئيس مالي  [لغات أخرى]‏.

### انتهاء فترة المنصب
- 26 مارس – موسى تراوري رئيس مالي  [لغات أخرى]‏.

## مواليد

### أغسطس
- 19 أغسطس – شيخ شريف دومبيا
- 21 أغسطس – خليفة كوليبالي لاعب كرة قدم مالي.
- 28 أغسطس – أداما توريه لاعب كرة قدم مالي.

## وفيات

### مايو
- 15 مايو – أمادو همباطي با (مواليد 1901) كاتب مالي.